# Nogometni stadion Branko Čavlović-Čavlek
Stadion Branko Čavlović-Čavlek je stadion u Karlovcu. Izgrađen je 1975. godine. Kapacitet iznosi 12.000 mjesta. Na njemu svoje domaće utakmice igra NK Karlovac 1919.
Ulaskom NK Karlovca u 1. HNL, ovaj je stadion pretrpio veliku obnovu, a obnovljeni stadion otvoren je 19. srpnja 2009. godine prijateljskom utakmicom s Queens Park Rangersom, engleskim nogometnim klubom. U toj utakmici Karlovac je pobijedio 3:1.
Na stadionu se nekoliko godina za redom održava svečano obilježavanje Dana Oružanih snaga Republike Hrvatske i Dana Hrvatske kopnene vojske.

## Osnovne karakteristike
U sklopu samog stadiona nalaze se: 
- glavni teren (110 m x 68 m), s četiri tribine
- klupske prostorije i
- svlačionice

i popratni objekti:
- 3 pomoćna terena
- 2 poligona na pomoćnim igralištima